# Шеронов, Леонид Васильевич
Леонид Васильевич Шеронов (1916—1995) — механик-водитель танка 15-го танкового батальона 13-й лёгкой танковой бригады 7-й армии Северо-Западного фронта, младший командир. Герой Советского Союза.

## Биография
Родился 8 августа 1916 года в деревне Исаково ныне Пильнинского района Нижегородской области в семье рабочего. Русский. Член ВКП(б)/КПСС с 1940 года. Окончил 7 классов. Работал электросварщиком завода «Красное Сормово» в городе Горький.
В Красной Армии с 1937 года. Участник советско-финской войны 1939—1940 годов. Механик-водитель танка 15-го танкового батальона комсомолец младший командир Леонид Шеронов отличился 22 февраля 1940 года. В районе станции «Кямяря», находящейся юго-восточнее города Выборга его танк подорвался на мине. Рота вражеских солдат окружила боевую машину, и Леонид Шеронов в течение двадцати четырёх часов вёл неравный бой в осаждённом танке.
Указом Президиума Верховного Совета СССР от 21 марта 1940 года «за образцовое выполнение боевых заданий командования на фронте борьбы с финской белогвардейщиной и проявленные при этом отвагу и геройство» младшему командиру Шеронову Леониду Васильевичу присвоено звание Героя Советского Союза с вручением ордена Ленина и медали «Золотая Звезда».
В 1940 году танкист демобилизован. В конце 1980-х — начале 1990-х годов жил в городе Калининграде Московской области. До выхода на пенсию работал испытателем в производственном объединении. Скончался 5 марта 1995 года. Похоронен в Калужской области.
Награждён орденом Ленина, медалями.